# .vi
.vi este un domeniu de internet de nivel superior, pentru Insulele Virgine Americane (ccTLD).